# Microplitis spinolae
Microplitis spinolae är en stekelart som först beskrevs av Christian Gottfried Daniel Nees von Esenbeck 1834.  Microplitis spinolae ingår i släktet Microplitis och familjen bracksteklar. Arten är reproducerande i Sverige. Inga underarter finns listade i Catalogue of Life.